# Turek
Turek – miasto i gmina w Polsce w województwie wielkopolskim, siedziba powiatu tureckiego oraz gminy wiejskiej Turek. Położony na historycznej ziemi sieradzkiej, nad Kanałem Folusz. Był miastem duchownym.
Według danych na 30 czerwca 2022 roku miasto liczyło 24 977 mieszkańców. Miasto stanowi 1,74% powierzchni powiatu.
Turek to drugi co do wielkości ośrodek przemysłowy Konińskiego Zagłębia Węgla Brunatnego. Obecność złóż węgla brunatnego w pobliżu miasta zadecydowała o powstaniu Kopalni Węgla Brunatnego „Adamów” oraz Elektrowni „Adamów”, należącej do Zespołu Elektrowni Pątnów-Adamów-Konin, która w latach działania dostarczała ok. 2% wytwarzanej w Polsce energii elektrycznej oraz energię cieplną dla części miasta. Elektrownia zakończyła swoje funkcjonowanie z dniem 1 stycznia 2018 roku. Od 2024 roku w Turku budowana jest nowa elektrownia gazowa, a budowa drugiej elektrowni gazowej w Turku ma rozpocząć się w 2026 roku.  
Przez Turek przebiegają drogi krajowe nr 72 (Konin – Łódź – Rawa Mazowiecka) i nr 83 (Turek – Sieradz) oraz droga wojewódzka nr 470 (Kalisz – Kościelec).

## Położenie

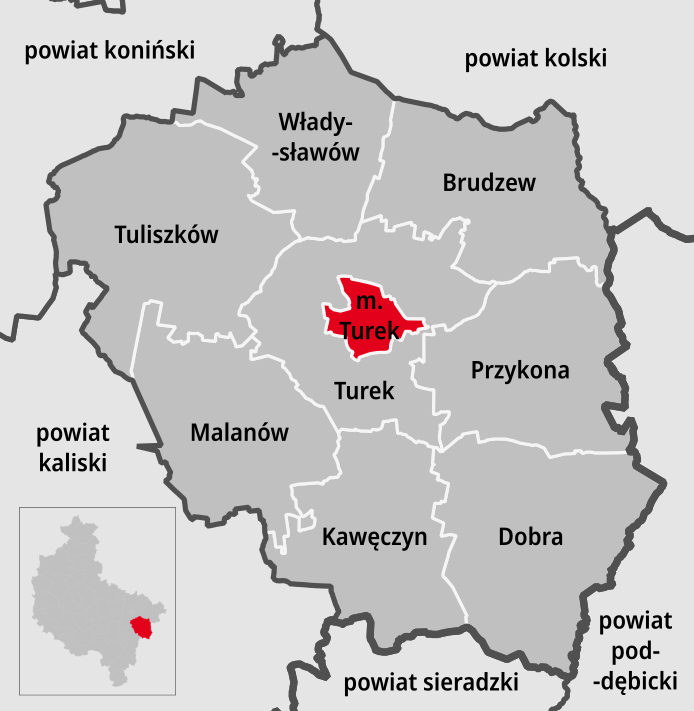
Położenie gminy miejskiej Turek w powiecie tureckim.

Turek leży na Wysoczyźnie Tureckiej, która jest częścią Niziny Południowowielkopolskiej.
Od przełomu XI i XII w. do 1231 r. osada Turek należała do kasztelanii spycimierskiej w prowincji łęczyckiej. Turek wraz z kasztelanią spycimierską znalazł się następnie w księstwie łęczyckim (1231–1264) i w księstwie sieradzkim (1264–1339). Od włączenia księstwa do Królestwa Polskiego w 1339 r. aż do rozbiorów I Rzeczypospolitej Turek był w województwie sieradzkim, początkowo w kasztelanii spycimierskiej, a nieco później w powiecie sieradzkim (po utworzeniu w Polsce powiatów w II połowie XIV w.).
W wyniku II rozbioru Polski (1793) Turek znalazł się w zaborze pruskim, od 1795 leżał w departamencie kaliskim Prus Południowych. Po utworzeniu Księstwa Warszawskiego (1807) Turek leżał w departamencie kaliskim. Po kongresie wiedeńskim (1815) Turek znalazł się w województwie kaliskim Królestwa Polskiego; w 1837 województwo kaliskie przemianowano na gubernię kaliską, w 1844 włączoną do guberni warszawskiej, utworzoną ponownie w 1867. W 1867 z części powiatu kaliskiego utworzono powiat turecki.
Po pierwszej wojnie światowej (1914–1918) i zburzeniu Kalisza (1914) powiat turecki włączono w 1919 do nowo utworzonego województwa łódzkiego. W 1938 powiat turecki włączono do województwa poznańskiego, po II wojnie światowej (1939–1945) ponownie do województwa poznańskiego. W latach 1975–1998 miasto leżało w województwie konińskim. W 1999 ponownie utworzono powiat turecki i włączono do nowo utworzonego województwa wielkopolskiego.

## Środowisko naturalne
Według danych z roku 2005 Turek ma obszar 16,16 km², na co składają się:
- użytki rolne: 55,1%,
- użytki leśne: 0,6%.

### Rzeźba terenu i stosunki hydrograficzne

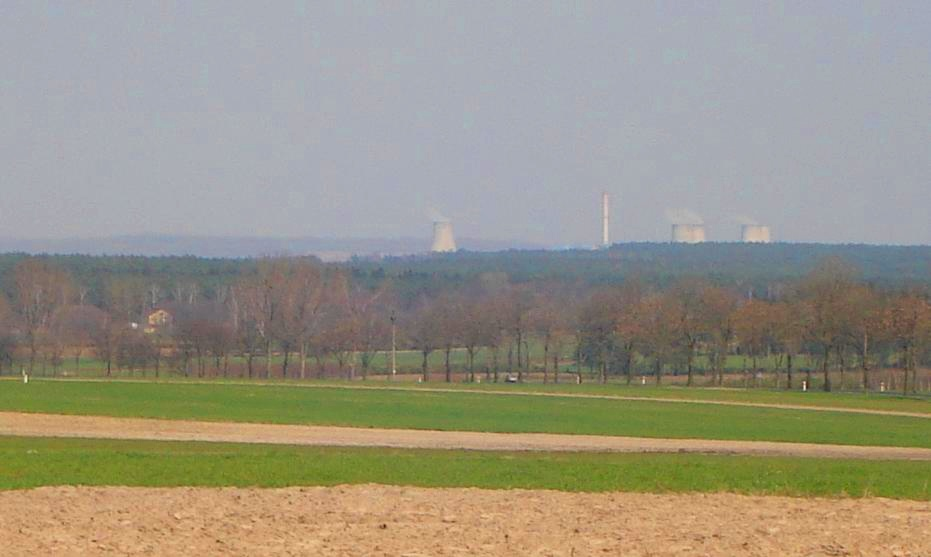
Elektrownia od strony Malanowa

Miasto położone jest w zapadlisku na Wysoczyźnie Tureckiej.
Przez Turek przepływa rzeka Folusz.
Na potrzeby elektrowni „Adamów” utrzymywany jest względnie stały poziom wód w sztucznym zbiorniku Jeziorsko na Warcie.
Miasto pozyskuje wodę ze studni głębinowych, z racji bogatych źródeł wód podziemnych znajdujących się w okolicy.
Na obrzeżach miasta położony jest duży las mieszany, częściowo należący do miasta, częściowo do prywatnych właścicieli.

## Kalendarium historii Turku

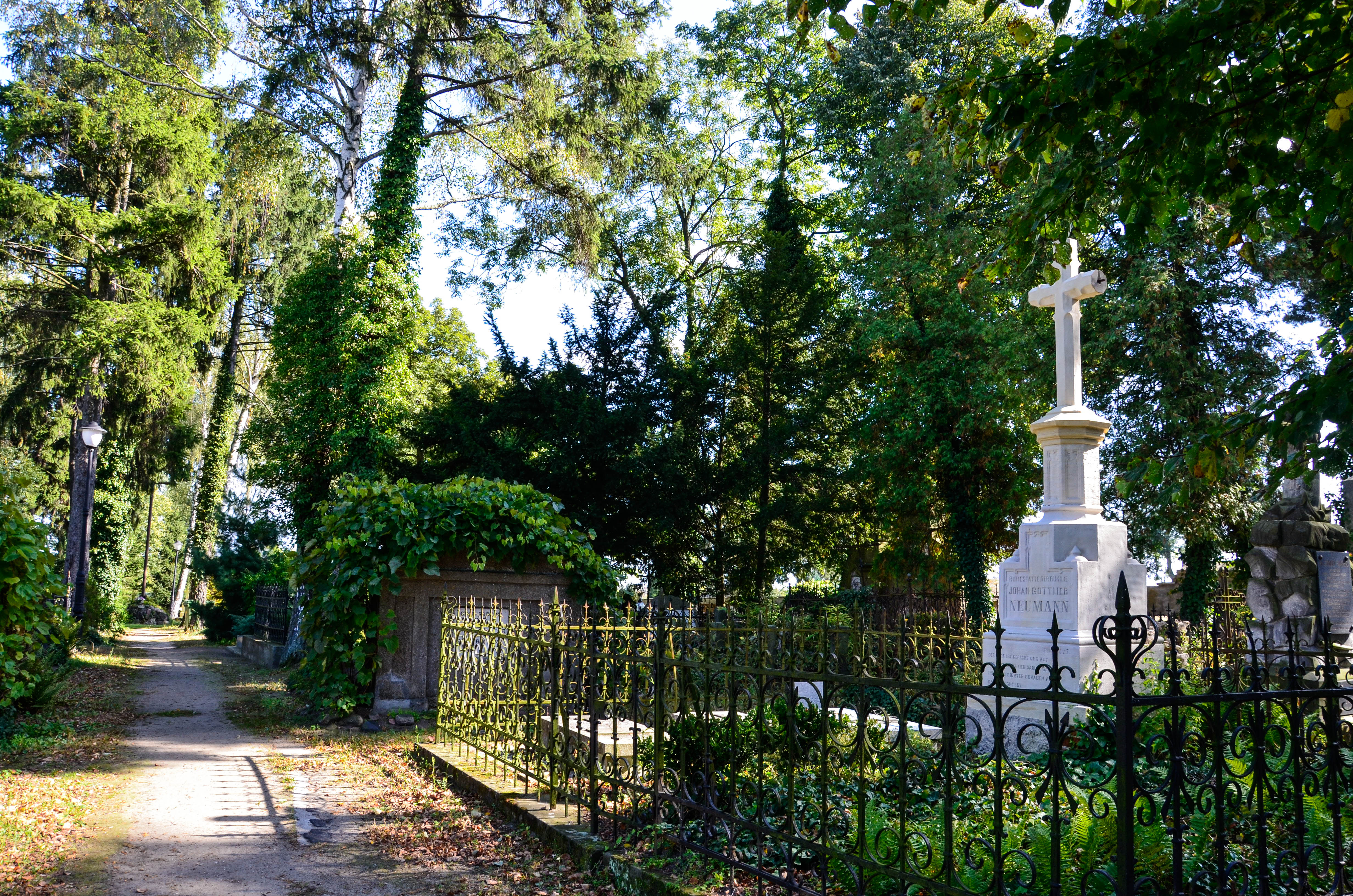
Turek, cmentarz ewangelicko-augsburski przy ul. Chopina

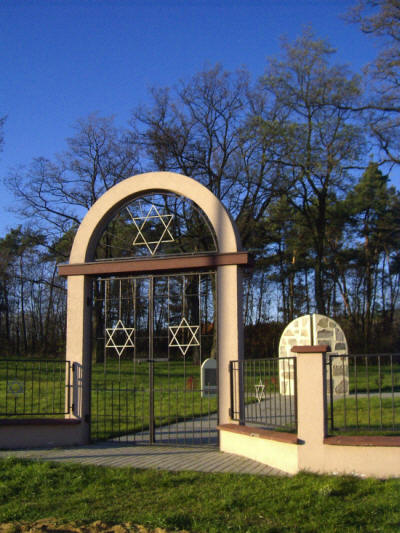
Turek, cmentarz żydowski

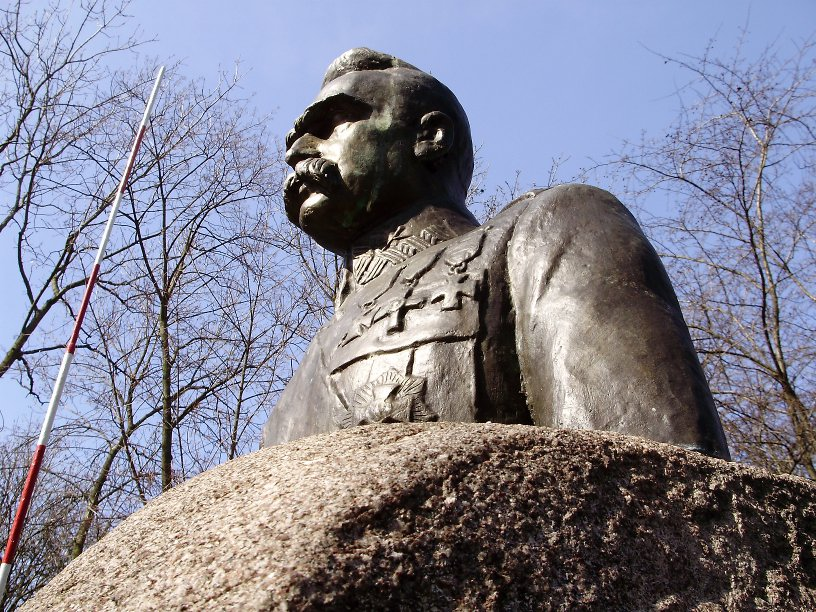
Pomnik Józefa Piłsudskiego w Turku

- VI w. p.n.e. – pierwsi stali osadnicy pojawiają się w okolicach Turku.
- 1136 – pierwsza wzmianka o Turku (jako Turcoviste) w bulli gnieźnieńskiej papieża Innocentego II, opisująca Turek jako posiadłość arcybiskupów gnieźnieńskich[a].
- przełom XI i XII wieku do XIV wieku – Turek znajdował się kasztelanii spycimierskiej co jest opisane w bulli gnieźnieńskiej[a]. Turek z kasztelanią należał do prowincji łęczyckiej (od przełomu XI i XII w. do 1231 r.), księstwie łęczyckim (1231–1264) i w księstwie sieradzkim (1264–1339)[8].
- 1332 – najazd Krzyżaków na Turek i spalenie drewnianego kościoła pw. św. Jana Chrzciciela.
- 1341, 25 kwietnia – Turek uzyskuje prawa miejskie (Oppidum Thurek – Privilegium advocatiae), oparte na Prawie średzkim. Dokument został wydany przez arcybiskupa gnieźnieńskiego Janisława, a odebrał go pierwszy wójt miasta – Jan Pruteno z Uniejowa (Johanni dicto Prutheno advocato uniejoviensi). Turek już wtedy był największym ośrodkiem w promieniu kilkunastu kilometrów. Posiadał murowany kościół, który przetrwał do początków XX wieku.
- 1357 – król Kazimierz III Wielki potwierdza władztwo biskupów gnieźnieńskich nad Turkiem, w dokumencie wymienia Turek jako miasto z rynkiem: Turek civitas cum foro et duabus vllis sibi iunctis. Zwierzchność arcybiskupów gnieźnieńskich oznaczała, że aż do końca XVIII wieku w Turku obowiązywał zakaz powszechnego osiedlania się cudzoziemców, Żydów oraz wyznawów religii innych niż katolicka.
- 1383 – najazd i grabież miasta Turku przez Ścibora ze Ściborzyc, Jana z Płomykowa i starostę kolskiego Krystyna z Kozichgłów. Najazd na posiadłości arcybiskupa gnieźnieńskiego Bodzęty, tj. Turek oraz Grzegorzew miał na celu zmusić arcybiskupa do odstąpienia od promowania Siemowita IV jako kandydata na tron polski. Najazd ów, bardzo ważny dla historii Polski, okazał się na tyle skuteczny, iż arcybiskup Bodzęta przeszedł do stronnictwa andegaweńskiego i wkrótce, 16 października 1384 roku, koronował Jadwigę Andegaweńską na królową Polski. 15 lutego 1386 ochrzcił Władysława Jagiełłę, a 4 marca 1386 koronował go na króla Polski.
- 1458 – miasto Turek wystawia 6 zbrojnych na wyprawę malborską króla Kazimierza IV Jagiellończyka podczas wojny trzynastoletniej.
- XVI wiek, początek – ludność miasta Turek liczyła około 800 osób, a liczba domów 143.
- 1515, 15 sierpnia – odbywa się pierwszy z corocznych wielkich jarmarków miejskich w Turku.
- 1523 – wielki pożar miasta, płonie większość budynków w mieście.
- 1563 - w mieście było 45 rzemieślników[12].
- XVI wiek, koniec – Turek należał do arcybiskupstwa gnieźnieńskiego w województwie sieradzkim[13].
- 1637 – miasto otrzymuje dodatkowe prawa dotyczące władz miejskich. Arcybiskup Jan Wężyk zarządził, iż na czele rady miejskiej stanie burmistrz wybierany przez starostę i dwóch radnych. Z czasem liczba radnych zwiększała się.
- 1644 – po procesie w mieście spalono na stosie Agnieszkę Bogdankę z Turku, podejrzaną o kontakty z diabłem.
- 1655 – przez miasto przeszły oddziały wojskowe Stefana Czarnieckiego i Jerzego Lubomirskiego powodując straty w dobytku mieszczan.
- 1741 – grabież miasta przez właścicieli okolicznych wiosek.

### Rozbiory Polski
- 1793 – w wyniku II rozbioru Polski województwo sieradzkie wraz z Turkiem dostaje się pod panowanie pruskie.
- 1794 – w mieście znajdują się 94 budynki, z czego tylko 3 były murowane, pozostałe drewniane, kryte głównie strzechą.
- 1796, 28 lipca – dekret o przejęciu przez pruskie władze państwowe dóbr kościelnych w prowincjach Prusy Południowe i Prusy Nowowschodnie na własność skarbu państwa. Tym samym kończy się okres, w którym Turek był własnością arcybiskupa gnieźnieńskiego (1341–1796).
- 1807 – Turek wchodzi w skład Księstwa Warszawskiego.

### Królestwo Polskie
- 1815 – na mocy ustaleń aktu końcowego kongresu wiedeńskiego miasto wraz z ziemią kaliską zostaje włączone do województwa kaliskiego Królestwa Polskiego.
- 1817 – liczba mieszkańców Turku wynosiła 671 osób. W mieście znajdowało się 129 budynków, w tym trzy murowane. Było tu 66 gospodarstw rolnych, które miały charakter samowystarczalny. W centrum miasta znajdował się ratusz z niewielkim więzieniem w piwnicy, istniał także przytułek. Wśród rzemieślników było ośmiu kuśnierzy, czterech młynarzy, ośmiu szewców, sześciu garncarzy, trzech krawców, trzech kołodziejów, dwóch kowali, czterech rzeźników i dwóch sukienników. Handlem zajmowało się czterech kramarzy. W mieście znajdował się wodny młyn i trzy wiatraki.
- 1820 – nadanie miastu charakteru osady fabrycznej; podjęto decyzję o przebudowie i modernizacji miasta. Zaczyna powstawać szereg murowanych kamienic i domów, utworzono nowe dzielnice: Pólko i Nowy Świat. Znikają domy drewniane, nowa zabudowa skupia się wokół rynku i ulic przyległych. Założono gorzelnię i browar. Tylko w latach 1824–1826 postawiono 80 domów (z czego dwadzieścia murowanych). Otwarto cegielnię i wybudowano kilka wykańczalni wyrobów włókienniczych.
- 1825 – pierwsza szkoła elementarna w mieście – pobierali w niej naukę chłopcy wyznania rzymskokatolickiego.
- 1826 – liczba mieszkańców miasta wzrosła do 1594 osób. Z roku na rok w Turku osiedlało się coraz więcej ludzi. Osiedlenie się w Turku tkaczy z Czech i Saksonii dało początek przemysłowi włókienniczemu (kalisko-mazowiecki okręg przemysłowy).
- 1830 – w roku wybuchu powstania listopadowego w mieście mieszkały 2302 osoby, z czego Polacy stanowili 75%, Niemcy 21%, Żydzi 4%. Wieść o wybuchu powstania w Warszawie dotarła do Turku 2 grudnia. W Turku uformowały się kompania jazdy i piechoty, która weszła w skład 11 Batalionu Strzelców Celnych formowanych przez kpt. Rocha Kożuchowskiego. W okolicy miasta organizowano kaliskie jednostki regularne (z udziałem między innymi ochotników z Turku), Kompanię Strzelców Pieszych oraz kawaleryjski Pułk Ziemi Kaliskiej, które bohatersko walczyły pod Grochowem, Nurem i w obronie Ostrołęki. Do obrony przed zbliżającą się armią rosyjską w obozie konińskim zmobilizowano pospolite ruszenia, w szeregach którego znaleźli się również rekruci z Turku i jego okolic. Walczących wspomagała ludność cywilna Turku np. Kożuchowska, Czyżewski, Michał Mroziński przekazali do powstańczej kasy kwoty pieniężne, natomiast z miejscowego kościoła w Turku zdjęto dzwon i oddano go na odlew powstańczych armat.
- 1832 – władze carskie skazały zaocznie na wyrok śmierci urodzonego w Turku podporucznika Rocha Rupniewskiego (ur. 1802, zm. 1876, rodzice: Jan Rupniewski i Tekla Bońkowska), który wziął udział w słynnym ataku na Belweder, a następnie uczestniczył w największych bitwach powstania, walcząc w jeździe kaliskiej generała Ludwika Kickiego. Jego odwagę i poświęcenie w bitwie pod Grochowem nagrodzono odznaczeniem Złotym Krzyżem Virtuti Militari nr 905. Wyroku jednak nie wykonano, gdyż Rupniewski zdołał się przedrzeć się do Francji, gdzie został jednym z pierwszych członków Towarzystwa Demokratycznego Polskiego. Trzykrotnie przyjeżdżał do kraju jako emisariusz. Zmarł dożywszy sędziwego wieku 26 grudnia 1876 w Liverpoolu, gdzie został pochowany.
- 1833 – w wyniku represji popowstaniowych oraz zamknięciu przez władze rosyjskie granicy celnej z Królestwem, spadku produkcji sukienniczej i emigracji z Turku wielu tkaczy, liczba turkowian zmniejszyła się do 2062 osób.
- 1844 – wskutek kryzysu doszło do protestów tkaczy. Mimo gospodarczych trudności w mieście nadal funkcjonowały duże fabryki tkackie, jak np. Manufaktura Bawełniana Ulrycha, posiadająca w 1845 roku 48 warsztatów tkackich i zatrudniająca 103 robotników.
- 1849 – w Turku powstaje, dzięki staraniom pastora Wilhelma Augusta Posselta, kościół ewangelicki parafii ewangelicko-augsburskiej, stworzony według projektu Henryka Marconiego. Kościół w stanie niezmienionym przetrwał do czasów obecnych i jest jednym z ważniejszych zabytków miasta.
- 1852 – Turek nawiedziła epidemia cholery. Jej ofiarami padli m.in. burmistrz Jan Dehnel, pastor ewangelicki Wilhelm Posselt i kilkuset mieszkańców Turku i okolic.
- 1860 – miasto liczy około 4–5 tysięcy ludności.
- 1863 – wybuch powstania styczniowego. 4 lipca 1863 roku do miasta dotarł oddział partyzancki gen. Edmunda Taczanowskiego. Jak wspomina pułkownik Kopernicki w swojej relacji: „Do Turku przybyliśmy już późno wieczorem, około godziny dziesiątej. Wszystkie domy były oświetlone i cała ludność napełniła ulice radosnymi okrzykami”. Po mszy świętej w kościele ogłoszony został „Manifest Rządu Narodowego”. Dwa dni później pod Grzymiszewem oddział polskich powstańców poniósł porażkę w walce z wojskami carskimi. W czasie powstania do starć Polaków z Rosjanami doszło także w Skęczniewie, pod Dobrą, w Brudzewie i Tuliszkowie.
- 1866 – ponowna epidemia cholery. Zachorowało wówczas 264 mieszkańców, odnotowano 151 zgonów.
- 1867, 1 stycznia – z wydzielonej części powiatu kaliskiego guberni kaliskiej utworzono powiat turecki; w granicach powiatu znalazły się miasta: Turek, Dobra, Uniejów, Warta oraz gminy: Biernacice, Goszczanów, Grzybki, Kościelnica, Kowale Pańskie, Lubola, Malanów, Niemysłów, Niewiesz, Ostrów Warcki, Piekary, Pęcherzew, Piętno, Skarżyn, Skotniki, Tokary, Wichertów, Wola Świnecka i Zelgoszcz. Łącznie 27 gmin i 397 wsi. W 1870 Dobra i Uniejów straciły prawa miejskie, a w 1886 Wartę i wieś Bartochów włączono do powiatu sieradzkiego.
- 1869 – powstała w Turku 1-klasowa szkoła elementarna dla dziewcząt wyznania rzymskokatolickiego.
- 1872 – budowa ratusza z wieżą zegarową (obecnie Muzeum Rzemiosła Tkackiego).
- 1874 – powstanie Ochotniczej Straży Ogniowej.
- 1875 – założenie szpitala św. Pawła na 27 łóżek, utrzymywany głównie z dobrowolnych datków mieszkańców. Miejscowi Żydzi wybudowali w mieście synagogę u zbiegu ul. Wąskiej i Szerokiej.
- 1886 – liczba mieszkańców miasta wzrosła do 7340.
- 1891 – powstanie dętej orkiestry amatorskiej.
- 1894 – w Turku znajduje się 28 budynków publicznych, 544 domów mieszkalnych (w tym 388 murowanych) oraz 105 murowanych i 807 drewnianych zabudowań gospodarczych.
- 1897 – według spisu ludności guberni kaliskiej w Turku zamieszkiwało 8118 osób, w tym 5069 osób narodowości polskiej, 2041 ludności żydowskiej, 956 ludności niemieckiej, 49 Rosjan (inne miasta w guberni kaliskiej: Kalisz 24 418 osób, Zduńska Wola 15 910, Ozorków 11 533, Koło 9359, Łęczyca 8863, Konin 8522, Turek 8118, Wieluń 7850, Sieradz 7005).
- 1904 – rozpoczęcie budowy nowego kościoła katolickiego w miejscu gotyckiej budowli zniszczonej przez pożar w 1839 roku.
- 1908 – założenie przez braci Millerów pierwszej fabryki włókienniczej oraz zakładu przemysłowego produkującego muśliny. W mieście funkcjonuje ok. 358 warsztatów tkackich.
- 1912 – powstaje pierwsza szkoła średnia, tzw. Progimnazjum Męskie.
- 1913 – ukończenie budowy kościoła parafialnego pod wezwaniem Najświętszego Serca Pana Jezusa (budowany w latach 1904–1913). Liczba mieszkańców miasta w przeddzień I wojny światowej wynosiła 11 232 osoby.
- 1914 – I wojna światowa. 4 sierpnia ostatni carscy urzędnicy opuszczają miasto. Porządek utrzymywała Straż Pożarna oraz sami obywatele. 27 września miasto Turek zajmują wojska niemieckie, ludność zobowiązano do żywienia i kwaterowania wojsk Rzeszy, na czele miasta staje niemiecki generał-gubernator.
- 1915 – Prusacy nałożyli na miasto kontrybucję w wysokości 25 tys. srebrnych rubli. Mieszkańcy są zmuszeni do kwaterowania i wyposażenia w ekwipunek oddziałów niemieckich.
- 1916 – ukończono budowę Kaliskiej Kolei Dojazdowej łączącej Turek z Kaliszem. Stanisław Kączkowski, nauczyciel fizyki z Progimnazjum Męskiego, powołał tajne Koło Przyjaciół Harcerstwa. W tym roku również uroczyście goszczono w mieście oddział polskich legionistów wchodzących w skład armii austriackiej.

### Okres międzywojenny
- 1918, 11 listopada – następuje ewakuacja Niemców z Turku. Dochodzi do prób rozbrajania Niemców przez młodzież, podczas takiej akcji ginie z rąk Niemców profesor gimnazjum Stanisław Kączkowski (na jego cześć nazwano jego imieniem jedną z ulic w centrum miasta). Urzędy przejmują Polacy. Organizuje się miejscowy samorząd i policja, tworzone są partie polityczne i organizacja społeczno-kulturalne. Turek jest miastem powiatowym w województwie łódzkim. Mieszka tu ok. 10 tys. mieszkańców, w tym 2,5 tys. Żydów i 0,5 tys. Niemców.
- 1919 – po raz pierwszy w historii mieszkańcy miasta biorą udział w wyborach do Sejmu Ustawodawczego. Głosuje ponad 88% uprawnionych. W 1919 roku burmistrzem miasta został Władysław Kaczorowski, który sprawował urząd do 1927 roku.
- 1920 – powstaje Powiatowy Komitet Obrony Państwa, przygotowujący ludność do walki z najazdem bolszewickim. Zgłasza się około pięciuset ochotników.
- 1921 – liczba ludności Tuku wynosi 9948 osób. 6 lipca powstaje klub piłkarski Tur Turek. Swój pierwszy mecz Tur rozegrał 6 sierpnia 1921 roku, a ich przeciwnikiem była Olimpia Koło.
- 1924 – ukazuje się pierwszy numer lokalnej gazety pt. „Echo Tureckie”.
- 1925 – uroczyste otwarcie nowo wybudowanej szkoły powszechnej (dziś Szkoła Podstawowa nr 1).
- 1936 – światowej sławy artysta, rektor Akademii Sztuk Pięknych w Krakowie, Józef Mehoffer, ozdabia malowidłami wnętrze kościoła Najświętszego Serca Pana Jezusa w Turku. Powstaje spółdzielnia rzemieślnicza „Tkacz”.
- 1937 – reforma gminna przeprowadzona na terenie powiatu tureckiego, polegającą na zniesieniu 16 gmin wiejskich, a w ich miejsce utworzeniu 7 nowych, m.in. obszar zniesionej gminy Ostrów Wartski wszedł w skład nowej gminy Jeziorsko.
- 1938 – dzięki pomocy premiera Składkowskiego w Turku powstaje gimnazjum państwowe przy ulicy Kościuszki, park miejski, dom parafialny przy Pl. Sienkiewicza oraz budynek Spółdzielni Pracy „Tkacz”. Cały powiat turecki wraz z sąsiednimi powiatami kaliskim, kolskim i konińskim został włączony do woj. poznańskiego.

### II wojna światowa
- 1939, 5 września – ostatnie oddziały Wojska Polskiego opuściły miasto. Turek zajęły wojska niemieckie. 9 września przy placu targowym żołnierze Wehrmachtu rozstrzelali ok. 300[14] mieszkańców miasta. Turek i okolice włączono do niemieckiego „Kraju Warty”.
- Na przełomie lat 1939 i 1940 w Turku podjął działalność obwód Inspektoratu Kalisz Armii Krajowej; po rozbiciu inspektoratu w Kaliszu przez Gestapo w 1942 obwód opanowała endecka Narodowa Organizacja Wojskowa[15].
- 1939–1941 – z miasta wysiedlono większość Polaków do Generalnego Gubernatorstwa, a w zamian sprowadzono Niemców w ramach akcji kolonizacyjnej Heim ins Reich.
- 1940, wiosna[12] – utworzenie przez Niemców getta, w którym umieszczono 5 tys. Żydów z Turku i okolicznych miast. W samym Turku zmieniono nazwy ulic, m.in. rynek otrzymał nazwę „Adolf-Hitler-Platz”, a ul. Kaliska – „Straße des 13. September”.
- 1941, październik – wywiezienie ludności żydowskiej do getta w Czachulcu; została ona następnie wymordowana w obozie zagłady w Chełmnie nad Nerem.
- 1942 – liczba mieszkańców Turku zmalała do 9004 osób.
- 1944 – przybiera na sile lokalny ruch oporu. Turkowski obwód Armii Krajowej liczy 1614 żołnierzy.
- 1945, 21 stycznia – zajęcie miasta przez oddziały 8 Armii Gwardii 1 Frontu Białoruskiego[16].

### Okres powojenny
- 1945 – rozpoczyna się praca nad odbudową życia społeczno-gospodarczego. Miasto liczy około 7 tysięcy mieszkańców. Centrum lokalnej władzy znajduje się w siedzibie PPR (w przedwojennym „Domu Strzelca”).
- 1946 – żołnierze KBW i funkcjonariusze UB likwidują ostatni oddział zbrojnego podziemia. Po pokazowym procesie w lesie na Zdrojkach zostaje rozstrzelanych sześciu żołnierzy z oddziału „Groźnego”.
- 1951 – powstanie Zakładów Przemysłu Jedwabniczego „Miranda”, dużego producenta tkanin, spadkobiercy tradycji tkackich w mieście,
- 1959 – odkrycie złóż węgla brunatnego.
- 1960 – rozpoczęła się budowa wielkich inwestycji przemysłu energetycznego. W następnych latach powstają Elektrownia i Kopalnia Węgla Brunatnego „Adamów”. Rozbudowa miasta, wzrost liczby mieszkańców.
- 1969 - odsłonięcie Pomnika Męczeństwa, upamiętniającego około 300 Polaków i Żydów zamordowanych przez Niemców w okresie jesieni i zimy 1939/1940[12].
- 1972 - powstanie Izby Muzealnej[12].
- 1974 - zakończenie budowy nowoczesnego Zakładu Dzianin Jedwabnych[12].
- 1975 – w wyniku reformy administracyjnej Turek wszedł w skład. woj. konińskiego i przestał być miastem powiatowym. Miasto liczy ok. 20 tys. mieszkańców.
- 1978 - powstanie Muzeum Rzemiosła Tkackiego[12].
- 1980 – powstają jedne z pierwszych w województwie komisji NSZZ „Solidarność”.
- 1989 – Komitet Obywatelski „Solidarność” bierze udział w pierwszej od czasów II Rzeczypospolitej wolnej kampanii wyborczej do Sejmu i Senatu. Po ponad półwiekowej przerwie powracają tradycje uroczystości patriotycznych w dniach: 3 maja, 15 sierpnia oraz 11 listopada.
- 1990 – w wyniku pierwszych po wojnie wolnych wyborów samorządowych władzę w mieście przejmuje trzydziestoosobowa Rada Miejska. Turek staje się również siedzibą władz rejonowej administracji rządowej. W mieście mieszka 30 tys. ludzi.
- 1999 – w wyniku reformy administracyjnej Turek wchodzi w skład województwa wielkopolskiego oraz ponownie staje się siedzibą powiatu.
- 2002 – podpisanie z niemiecką gminą Wiesmoor „Aktu nawiązania kontaktów partnerskich”.
- 2003 – rozpoczęcie budowy kościoła pod wezwaniem Matki Bożej Fatimskiej na obrzeżach Turku.
- 2006 – ostatni przyjazd pociągu Kaliskiej Kolei Dojazdowej do Turku[17].
- 2007 – MKS „Tur Turek” awansował do II ligi,
- 2008 – podpisanie „Aktu nawiązania kontaktów partnerskich” z tureckim miastem Türkler oraz rumuńskim Rovinari.
- 2009 – odsłonięcie „Ławeczki Mehoffera”.
- 2018, 1 stycznia – o godzinie 2:49 wyłączono ostatni działający blok nr 2 Elektrowni „Adamów”, a produkcja ciepła i prądu została zakończona; od tej pory ciepło dostarcza przedsiębiorstwo Getec Polska[18].
- 2019, 27 listopada – pożar fabryki mebli „Profim”, jednego z największych pracodawców w mieście; ogniem została objęta hala o powierzchni 20 tys. m², w akcji gaśniczej brały udział 42 zastępy straży oraz oddział do zwalczania zagrożeń chemicznych; straty szacowane na ok. 300 mln PLN; przyczyną było zwarcie w wentylatorze[19][20].
- 2019 - Miasto Turek przystępuje do wiercenia pierwszego otworu poszukiwawczo–rozpoznawczego wód geotermalnych (TUREK GT-1). Na głębokości 2,1 km odkryta została warstwa wody geotermalnej o głębokości 50 m i temperaturze 78 stopni C i wysokiej mineralizacji (ok. 120g/l) [21] [22].
- 2024, 5 kwietnia – Przedsiębiorstwo Gospodarki Komunalnej i Mieszkaniowej Sp. z o.o. w Turku podpisało umowę na budowę ciepłowni geotermalnej przy ul. Korytkowskiej, za sumę 61 mln zł[23].
- 2024, 18 października – rozpoczęło się wiercenie drugiego otworu geotermalnego - zatłaczającego (TUREK GT-2)[24]. Otwór ma kształt litery „J” i długość 2.624,5 m (±10%)[25]. Wyniki badań określiły wydajność otworu na 150 m3/h. Woda geotermalna ma temperaturę 79,4°C[26].
- 2024, 9 grudnia - Miasto po raz pierwszy od ponad 20 lat wybudowało i oddało do użytku 2 bloki komunalne z 44 mieszkaniami[27].

## Atrakcje turystyczne Turku

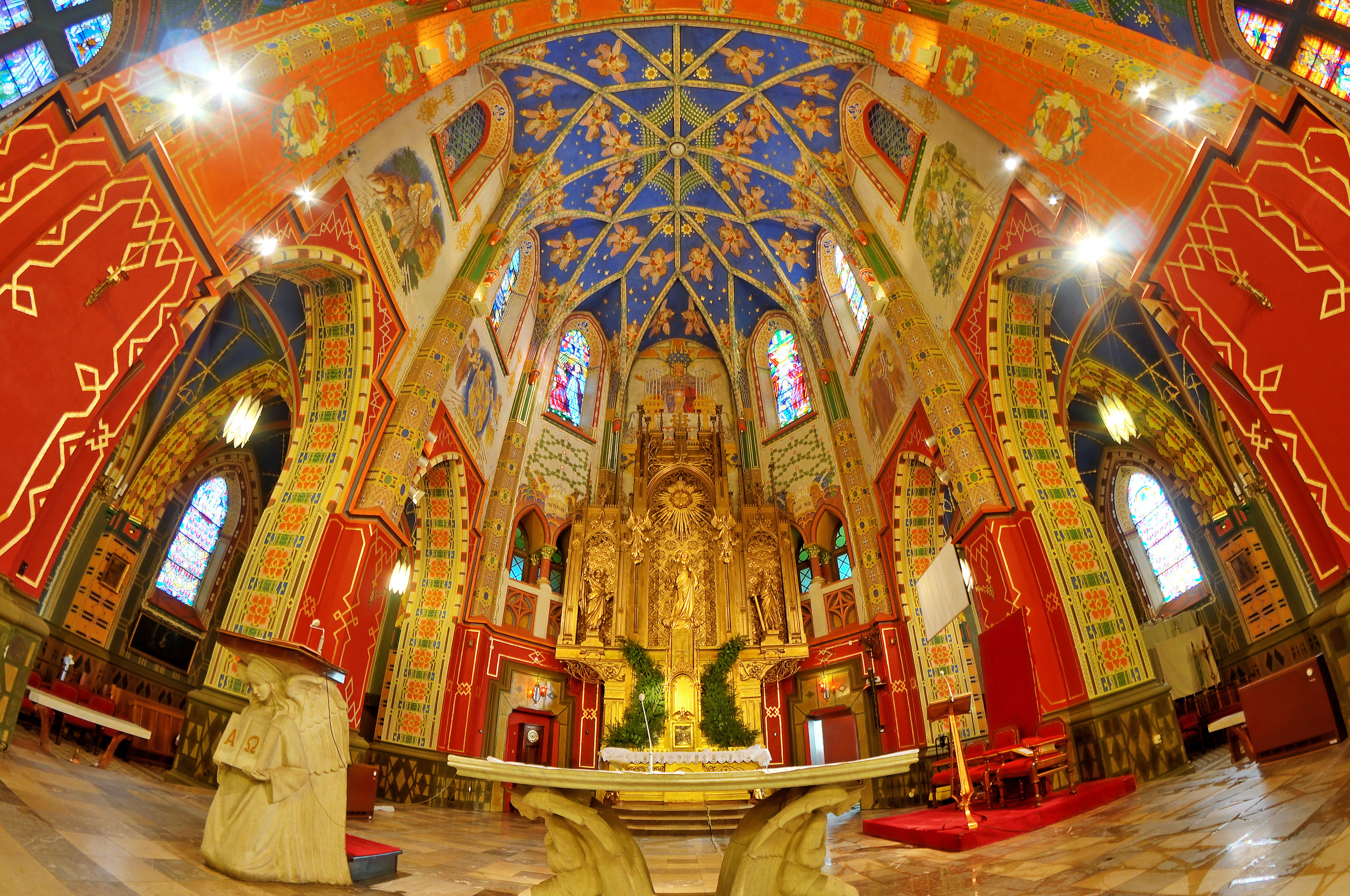
Ołtarz z odnowioną polichromią autorstwa J. Mehoffera w kościele pw. Najświętszego Serca Pana Jezusa w Turku

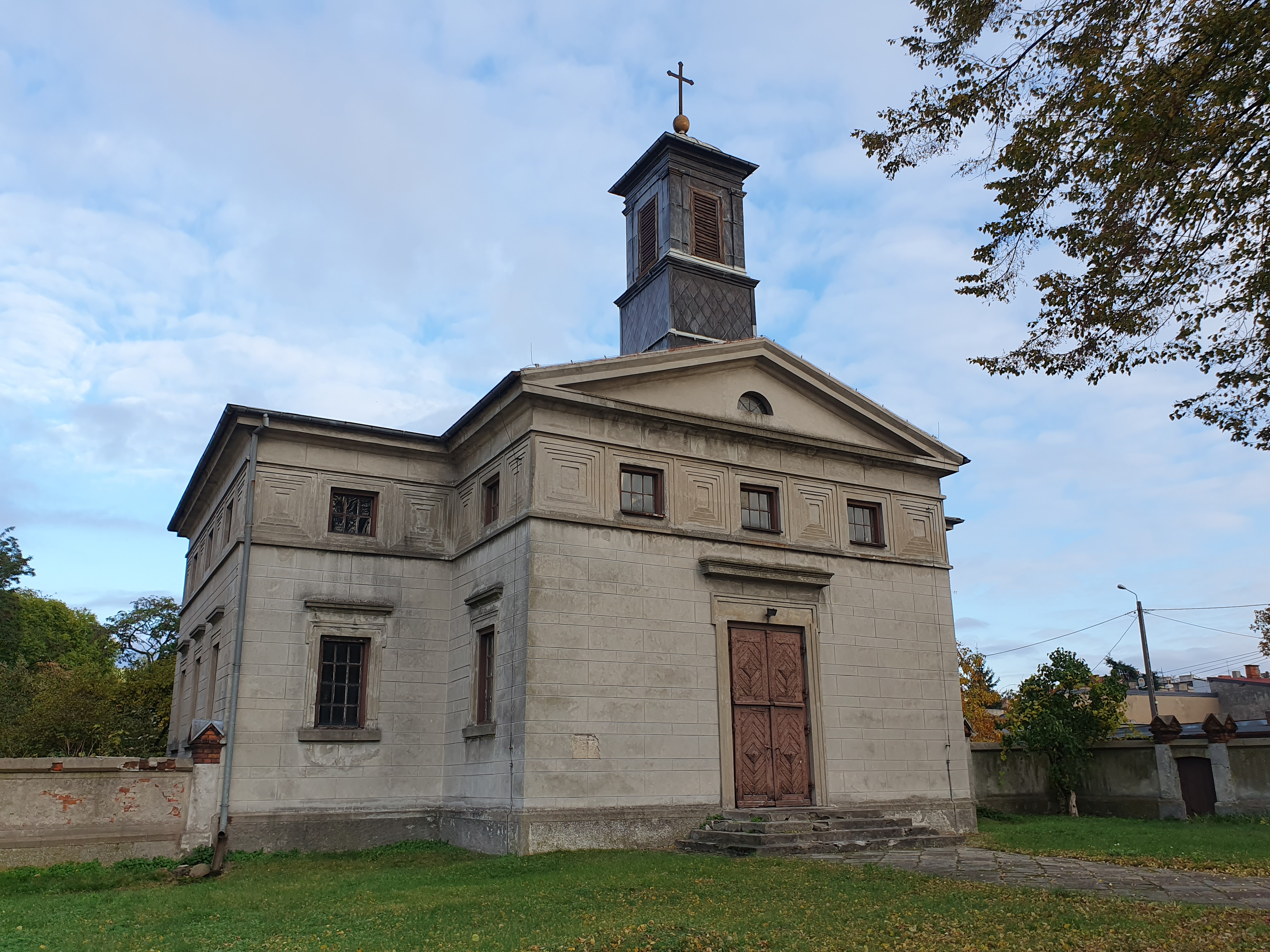
Kościół Ewangelicki, 2023

- Neogotycki kościół rzymskokatolicki pw. Najświętszego Serca Pana Jezusa projektu architekta Konstantego Wojciechowskiego i jego syna Jarosława, z witrażami i polichromią Józefa Mehoffera z początków XX wieku (konsekracja 7 września 1924); na wprost głównego wejścia, po drugiej stronie ulicy znajduje się pomnik tego artysty w formie ławeczki.
- Kościół ewangelicko-augsburski.
- Cmentarz ewangelicki w Turku.
- Ratusz miejski z II połowy XIX wieku – obecnie siedziba jedynego w Polsce Muzeum Rzemiosła Tkackiego.
- W 1962 w Turku powołano do życia sekcję muzealną. Dziesięć lat później otwarto Regionalną Izbę Muzealną, która mieściła się w Powiatowym Domu Kultury. Większość eksponatów została przekazana przez osoby prywatne. W 1975 utworzono Muzeum Okręgowe w Koninie, a muzeum w Turku stało się jego oddziałem i zostało umieszczone w dawnym budynku ratusza. Jego otwarcie nastąpiło 6 października 1978. Obecnie Muzeum Rzemiosła Tkackiego jest niezależną placówką. Aktualnie muzeum prowadzi wystawę stałą obejmującą historię Turku i okolic (ze szczególnym uwzględnieniem historii tkactwa na terenie Turku) oraz wystawy czasowe. Rokrocznie organizowany jest Ogólnopolski Konkurs Nieprofesjonalnej Twórczości Tkackiej. Muzeum należy do najciekawszych tego typu placówek w Polsce.
- Domy tkaczy z XIX wieku.
- Kaliska Kolej Dojazdowa – pozostałości torów na krótkich odcinkach oraz ruiny stacji kolejowej.
- Pomnik Józefa Piłsudskiego – zaprojektowany przez Józefa Gosławskiego w 1936 roku na konkurs zorganizowany w Rzymie przez Towarzystwo im. Adama Mickiewicza. Odlew prezentowany w przestrzeni miejskiej od 1990 roku, znajduje się w Parku im. Żerminy Składkowskiej[28].

## Demografia
| Data       | Ogółem | Ogółem     | Kobiet | Kobiet | Kobiet     | Mężczyzn | Mężczyzn | Mężczyzn   |
| ---------- | ------ | ---------- | ------ | ------ | ---------- | -------- | -------- | ---------- |
| Data       | [osób] | [osób/km²] | [osób] | [%]    | [osób/km²] | [osób]   | [%]      | [osób/km²] |
| 2004.06.30 | 29 522 | 1826,9     | 15 475 | 52,4   | 957,6      | 14 047   | 47,6     | 869,2      |
| 2007.12.31 | 29 047 | 1796,3     | 15 263 | 52,5   | 943,9      | 13 784   | 47,5     | 852,4      |
| 2008.12.31 | 28 818 | 1782,2     | 15 146 | 52,6   | 936,7      | 13 672   | 47,4     | 845,5      |

Liczba ludności miasta Turek, na przestrzeni czasowej:

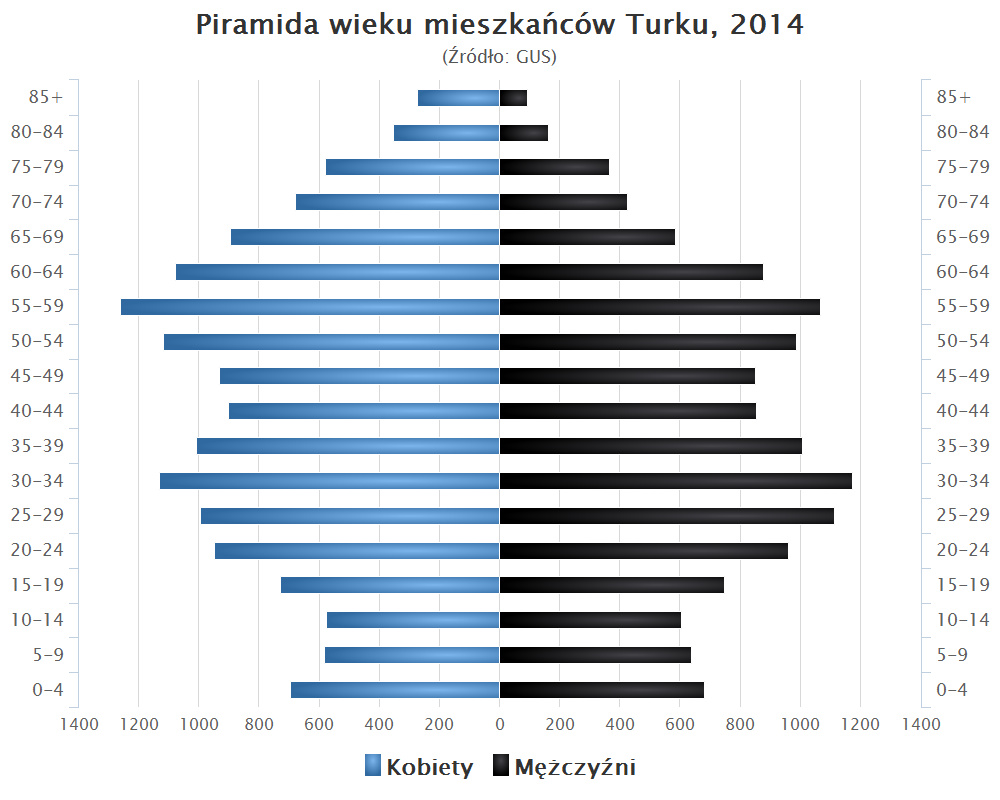
Piramida wieku mieszkańców Turku w 2014 roku

## Gospodarka

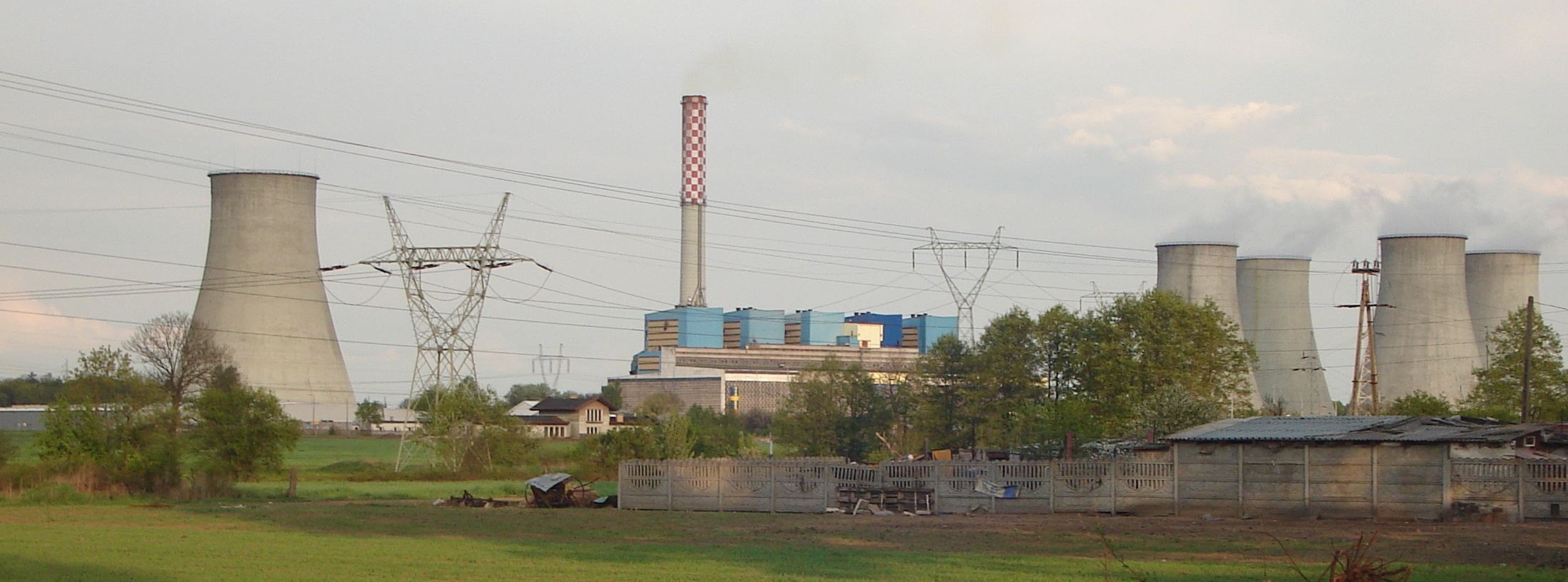
Elektrownia Adamów w Turku

W granicach miasta znajduje się Turecka Strefa Inwestycyjna o pow. 200 ha uzbrojonych terenów aktywizacji gospodarczej. 26 ha terenów Tureckiej Strefy Inwestycyjnej objętych jest Łódzką Specjalną Strefą Ekonomiczną. Na terenie strefy znajduje się Turecki Inkubator Przedsiębiorczości.
Rozwinięty był przemysł wydobywczy (Kopalnia Węgla Brunatnego Adamów).
W mieście znajduje się 8 dyskontów spożywczych oraz 3 duże markety elektroniczne.

## Transport

### Transport drogowy
- Kursują busy w dni robocze Łódź – Poddębice – Uniejów – Turek, Kalisz – Turek, Konin – Turek. W dni wolne od pracy Turek stanowi miejscowość odciętą od środków komunikacji zbiorowej.
- W przeszłości na terenie miasta Turek zlokalizowany był jeden z większych dworców autobusowych w kraju, dworzec zlikwidowano, a na jego terenie wybudowano centrum handlowe Karuzela. W przeszłości miasto skomunikowane było z następującymi miastami wojewódzkimi: Poznań, Łódź, Wrocław, Bydgoszcz, Warszawa, Katowice.

### Transport kolejowy
Przez miasto przebiegała linia kolei wąskotorowej, dawniej odbywał się na niej ruch osobowy na trasie Opatówek – Turek – około 56 km. Na terenie miasta istniała stacja osobowo-towarowa Turek oraz przystanek osobowy Turek Aleja 3 Maja. Linia ta należała do Kaliskiej Kolei Dojazdowej. Obecnie jedynym śladem są ruiny dawnej stacji i pozostałości torów na krótkich odcinkach.
Istniała wstępna koncepcja budowy normalnotorowej linii kolejowej Turek – Konin. Budowa tej linii zapewniłaby kolejowe połączenie miasta z linią kolejową nr 3, która jest fragmentem międzynarodowej linii kolejowej E 20. Projekt, który miał kosztować 1,272 mld zł został jednak zarzucony. 

## Oświata
- Szkoły podstawowe

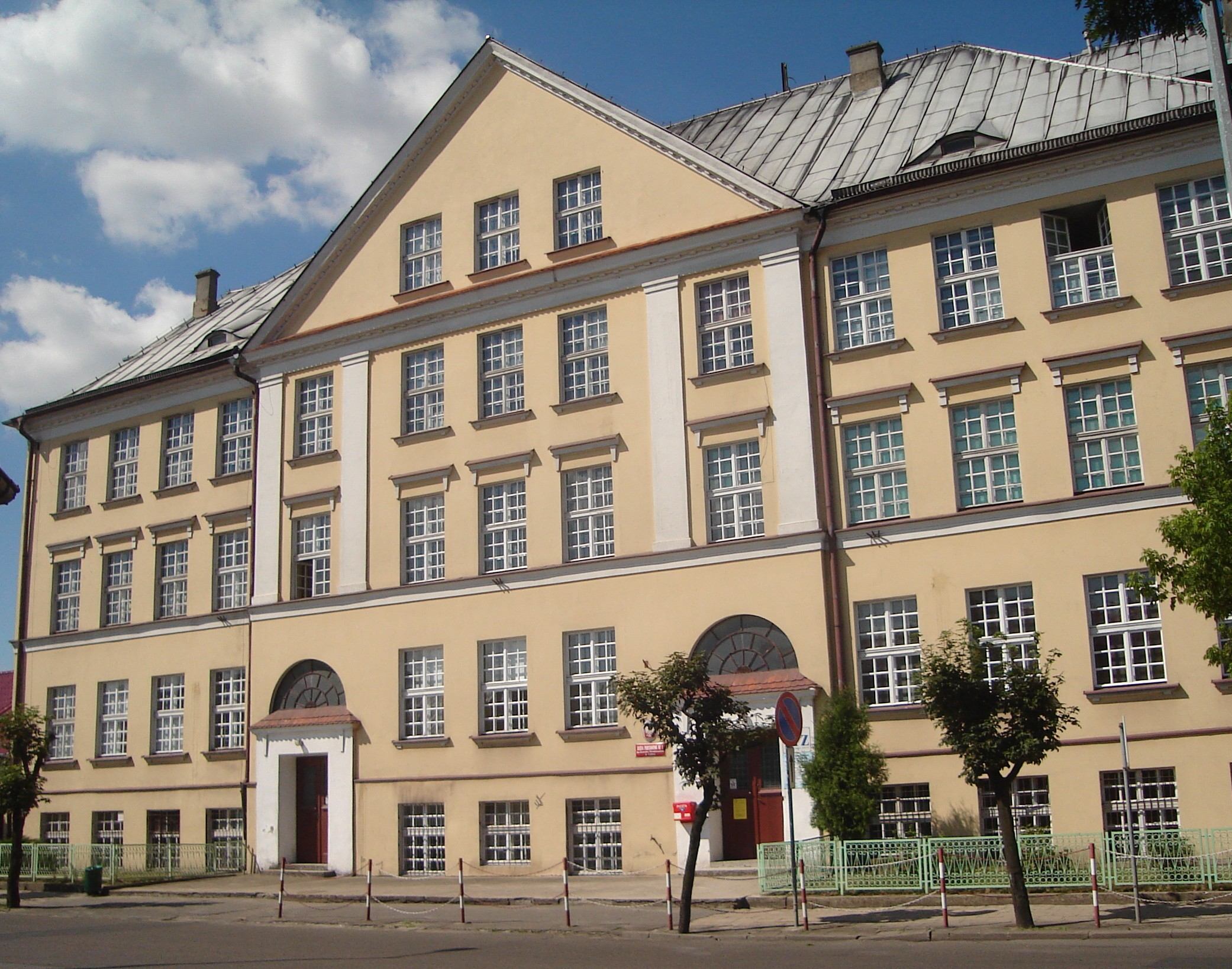
Szkoła Podstawowa nr 1 im. H. Sienkiewicza

  - Szkoła podstawowa nr 1 im. Henryka Sienkiewicza
  - Szkoła podstawowa nr 4 im. gen. Mieczysława Smorawińskiego
  - Szkoła podstawowa nr 5 im. UNICEF
- Szkoły średnie
  - I Liceum Ogólnokształcące im. Tadeusza Kościuszki
  - Zespół Szkół Technicznych im. prof. gen. Sylwestra Kaliskiego
  - Zasadnicza Szkoła Zawodowa Specjalna w Specjalnym Ośrodku Szkolno-Wychowawczym im. Kornela Makuszyńskiego
- Szkoły policealne
  - Centrum Szkoleniowe „Wiedza”
- Inne instytucje oświatowe
  - Państwowa Szkoła Muzyczna I stopnia im. Witolda Lutosławskiego
  - Zespół Placówek Edukacyjno - Wychowawczych

## Kultura i sport
- Miejski Dom Kultury w Turku[34]
- Klub Młodzieżowy Stowarzyszenia Przystań
- Miejska Biblioteka Publiczna im. Włodzimierza Pietrzaka[35]
- Kino 3D „Tur”
- Ośrodek Sportu i Rekreacji
  - basen kryty z siłownią i grotą solną
  - trzy korty tenisowe
  - skate park
  - stadion piłkarski
  - nowoczesna hala widowiskowo-sportowa
  - wodny plac zabaw
- od 2007 II ligowy (od 2008 nowa I liga) klub piłkarski Miejski Klub Sportowy „Tur Turek”
- Muzeum Miasta Turku im. Józefa Mehoffera (dawniej Muzeum Rzemiosła Tkackiego)
- Szkółka Pływacka AQUARIUS
- Big Band Miasta i Powiatu Turkowskiego
- Turkowski Klub Karate OYAMA
- Akademia Tenisa Ziemnego "FOREHAND"

## Ważniejsze imprezy cykliczne

### Sztuka Na Ulicy
Sztuka Na Ulicy to jednodniowy festyn organizowany przez Miejski Dom Kultury na zakończenie sezonu letniego. Podczas tego wydarzenia ulica Kaliska wypełnia się pracami lokalnych artystów, którzy prezentują swoją twórczość uczestnikom festynu. Nadrzędną ideą imprezy jest promocja twórczości lokalnych twórców. W trakcie festynu można podziwiać obrazy, biżuterię, robótki ręczne oraz rzeźby. Jedną z atrakcji są również przygotowywane „na żywo” przez przedstawicieli turkowskiej sztuki ulicznej elementy graffiti. Dla młodszych uczestników zabawy organizowane są zabawy z klaunami oraz innymi animatorami czasu. Na scenie natomiast występują członkowie zespołu tanecznego oraz wokaliści „Studia Piosenki” z MDK Turek.

### Festiwal „Mehofferowskie klimaty”
Festiwal „Mehofferowskie klimaty” to coroczna impreza organizowana w latach 2011–2013. Odbywała się w drugi lub trzeci weekend września. Była to impreza promująca miasto pod hasłem „Turek – miasto w klimacie Mehoffera”. Okolice miejscowego rynku, kościoła NSPJ oraz Parku im. Żerminy Składkowskiej przenosiły się w okres dwudziestolecia międzywojennego. To właśnie w tym czasie w Turku tworzył Józef Mehoffer. Na ulicach podczas festiwalu można było spotkać pucybuta, gazeciarza czy kataryniarza. W 2011 roku „twarzą imprezy” była Hanna Śleszyńska, natomiast w 2012 – Piotr Gąsowski.

### Magia Świąt

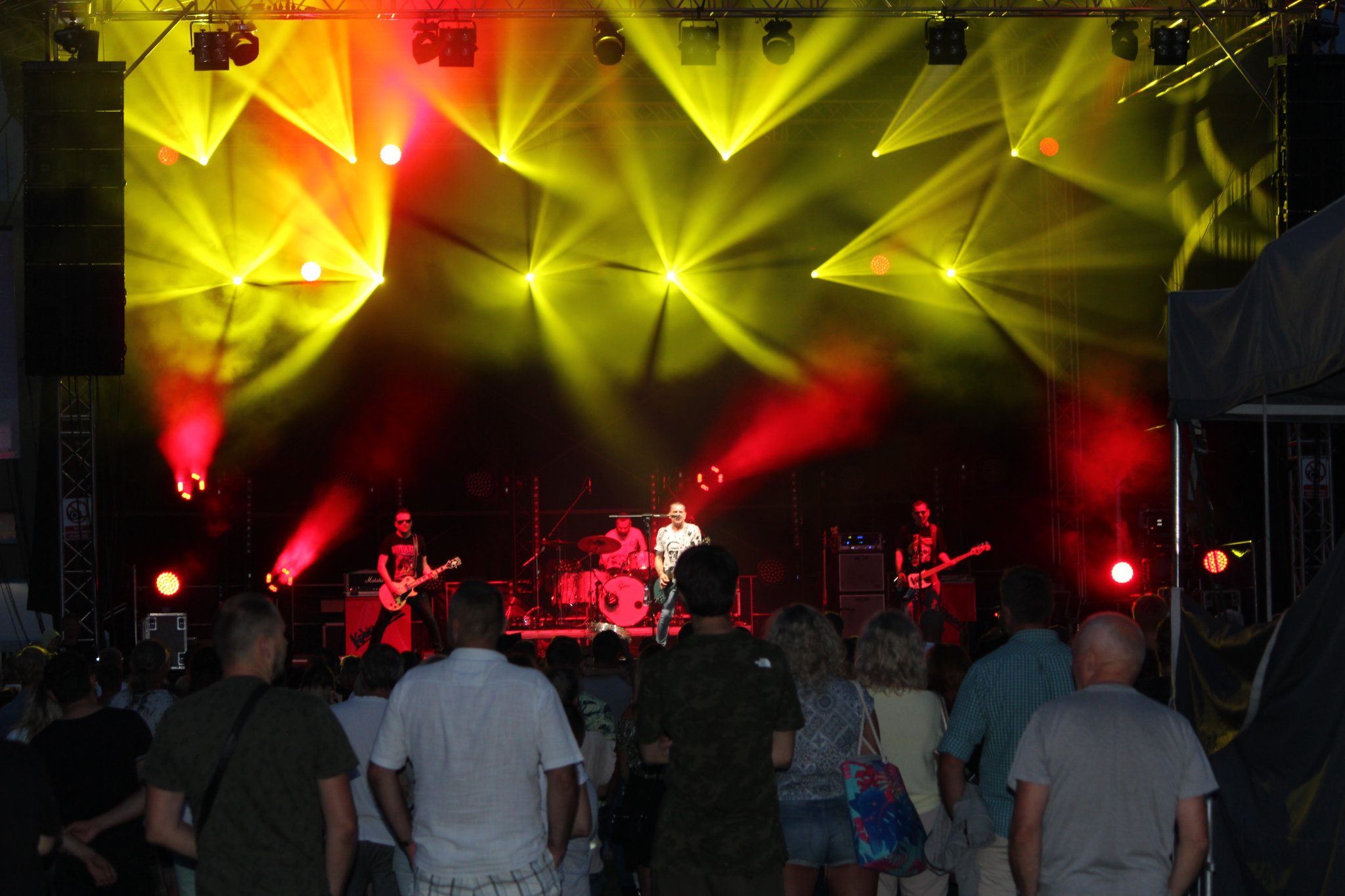
Dni Turku i Gminy Turek 2022

Jest to cykl imprez związanych z Bożym Narodzeniem, który co roku wprowadza mieszkańców w świąteczny nastrój. W czasie trwania imprezy można wziąć udział w bożonarodzeniowym kiermaszu, napisać list do Świętego Mikołaja, wspólnie odpalić iluminacje miejskie, a na zakończenie wziąć udział w kolędowaniu z Big Bandem.

### Dni Turku i Gminy Turek
Jest to cykliczna dwudniowa impreza organizowana latem na terenie Ośrodka Sportu i Rekreacji w Turku przy ulicy Armii Krajowej 1. W programie wydarzenia znajdują się koncerty zespołów polskiej sceny muzycznej, warsztaty plastyczne, konkurencje sportowe, wesołe miasteczko i inne atrakcje.

## Religia

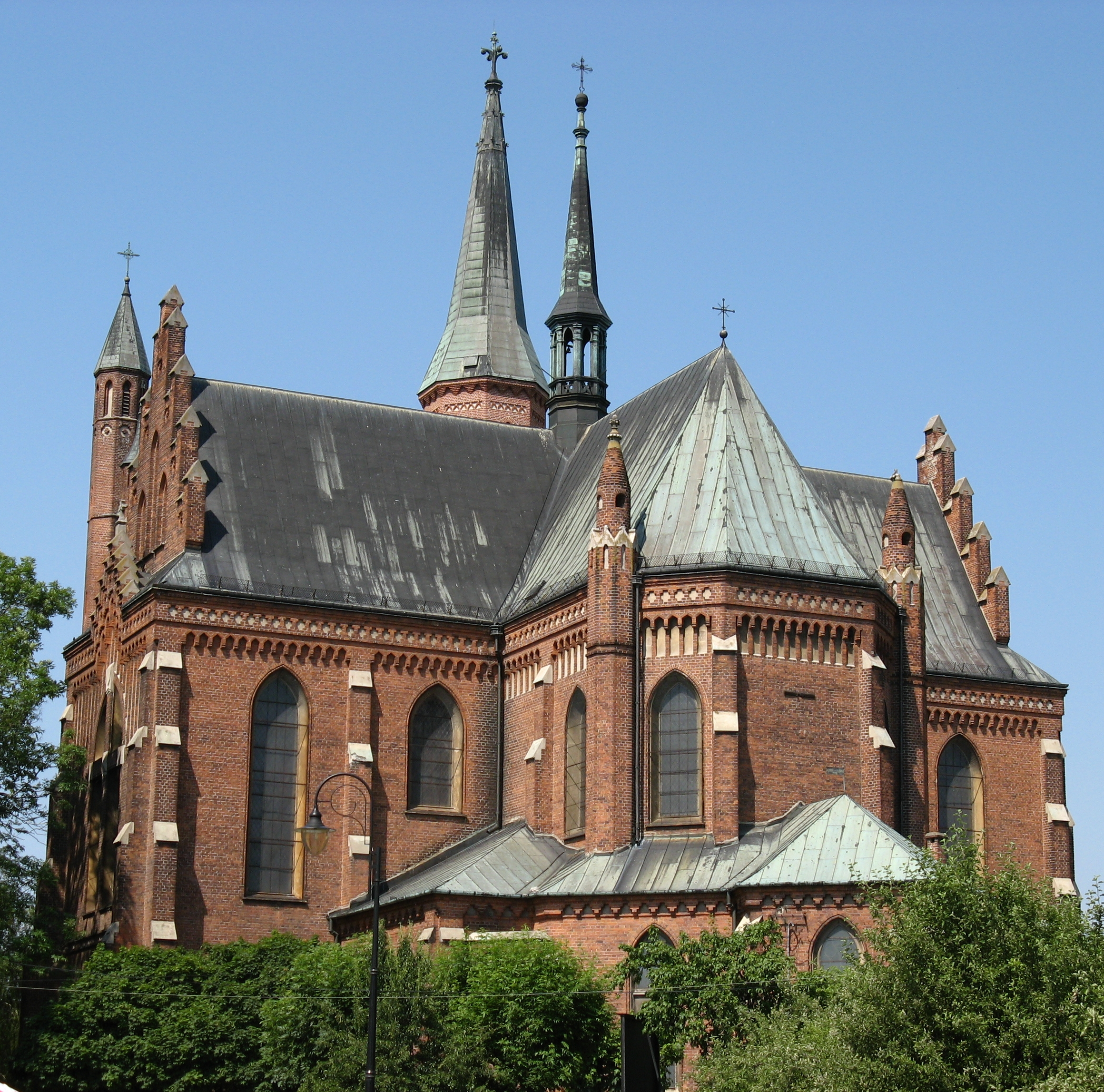
Kościół Najświętszego Serca Pana Jezusa

W Turku działają dwie parafie rzymskokatolickie: parafia Najświętszego Serca Pana Jezusa oraz parafia św. Barbary. Część miasta podlega parafii MB Fatimskiej w Obrzębinie. Parafie te należą do dekanatu tureckiego, w diecezji włocławskiej.
W mieście znajduje się parafia Kościoła Ewangelicko-Augsburskiego w RP, a także zbór Kościoła Ewangelicznych Chrześcijan oraz Kościół Chrześcijański „Jezus Żyje”.
W Turku mieści się także Sala Królestwa Świadków Jehowy dwóch miejscowych zborów.

## Burmistrzowie Turku

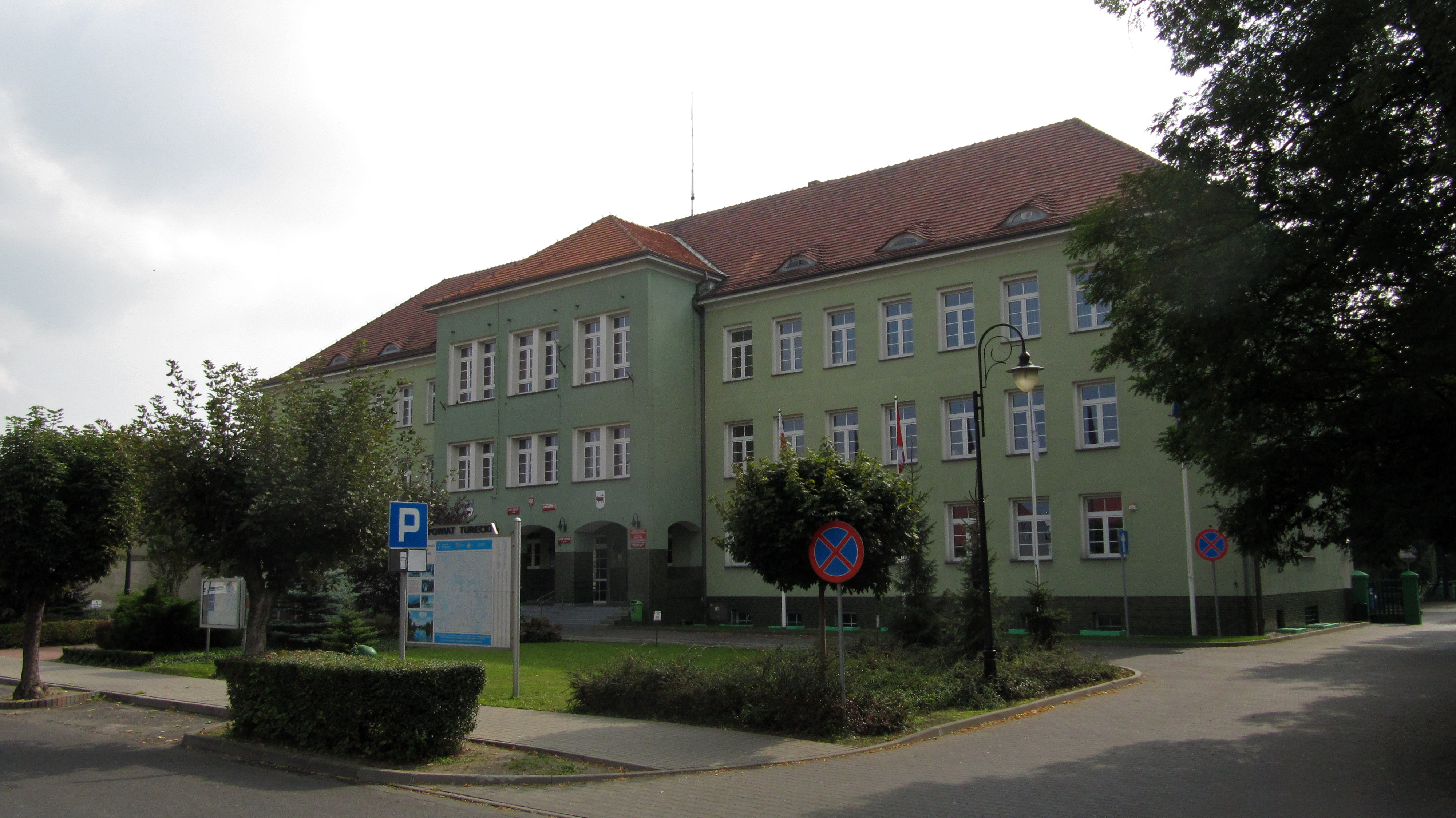
Nowy Ratusz, Kaliska 59

Królestwo Polskie
- Karol Melcer (1890–1891)
- Aleksander Caspari (1892–1899)

II Rzeczpospolita
- Henryk Dymitrowicz (1918–1919)
- Władysław Kaczorowski (1919–1927)
- Julian Mielcarek (1927–1928)
- Paweł Mieszkowski (1928)
- Ignacy Grześkiewicz (1928–1929)
- Paweł Mieszkowski (1929–1930)
- Franciszek Stawicki (1930–1936)
- Antoni Kawecki (1936–1939)

III Rzeczpospolita
- Roman Rybacki (1990–1995)
- Krzysztof Nowak (1995–1998)
- Marian Marczewski (1998–2001)
- Stanisław Poturała (2001–2002)
- Zdzisław Czapla (2002–2014)
- Romuald Antosik (od 2014)

## Miasta partnerskie
Lista miast partnerskich Turku:
- Wiesmoor (2002)
- Dunajowce (2005)
- Türkler (2005)
- Rovinari (2008)
- Uniejów (2009)
- Brandýs nad Labem-Stará Boleslav (2019)